# 송재룡
송재룡은 대한민국의 배우이다.

## 학력
- 단국대학교 연극영화학과

## 출연 작품

### 영화
- 《내 남편을 구해라》 (2004년)
- 《일박 이일》 (2005년) - 인부 1 역
- 《만남의 광장》 (2007년) - 종석 부 역
- 《색즉시공 시즌 2》 (2007년) - 형사 1 역
- 《푸른소금》 (2011년) - 노래주점 샐러리맨 역
- 《씨, 베토벤》 (2014년) - 기억남 역
- 《방황하는 칼날》 (2014년) - 강릉형사 1 역
- 《타짜: 신의 손》 (2014년) - 꼬장하우스 충청호구 역
- 《어떤 가족》 (2015년) - 사진사 역
- 《봉이 김선달》 (2016년) - 농민 역
- 《스윙키즈》 (2018년) - 삼식 역
- 《차인표》 (2021년) - 주사 역
- 《밤빛》 (2021년) - 희태 역
- 《기적》 (2021년) - 승무원 역

### 드라마
- 《KBS 드라마 스페셜 - 우연의 남발》 (2010년, KBS2) - 봉성 역
- 《아랑사또전》 (2012년, MBC) -  김서방 역
- 《미생》 (2014년, tvN) - 서진상 역
- 《W》 (2016년, MBC)
- 《월계수 양복점 신사들》 (2016년, KBS2)
- 《피고인》 (2017년, SBS) - 너구리 역
- 《언니는 살아있다》 (2017년, SBS)
- 《터널》 (2017년, OCN) - 김경태 역
- 《청춘시대 2》 (2017년, JTBC) - 조 팀장 역
- 《로봇이 아니야》 (2017년, MBC) - 혹탈 역
- 《아스달 연대기》 (2019년, tvN) - 검불 역
- 《머니게임》 (2020년, tvN) - 강남진 역
- 《카이로스》 (2020년, MBC) - 사무장 역
- 《커피 한잔 할까요?》 (2021년, 카카오 TV) - 초이허트 역
- 《O'PENing - 저승라이더》 (2022년, tvN) - 점주 역
- 《D.P. 시즌2》 (2023년, Netflix) - 허태산 역
- 《기적의 형제》 (2023년, JTBC) - 신경철 역
- 《이 연애는 불가항력》 (2023년, JTBC)
- 《유괴의 날》 (2023년, ENA) - 벙거지 남 역
- 《원경》 (2025년, tvN) - 판수 역

## 수상
- 1999년 제16회 대구연극제 남자신인상